# Cairn (Album)
Cairn ist ein Jazzalbum von Fergus McCreadie. Es ist das zweite Album des Pianisten in seinem Trio mit Bassist David Bowden und Schlagzeuger Stephen Henderson. Die am 7. und 8. Januar 2020 in den QuietMoney Studios, Hastings, entstandenen Aufnahmen erschienen am 29. Januar 2021 auf Edition Records.

## Hintergrund
Cairn knüpft an das Debüt von McCreadies Trio, Turas, an, das 2019 bei den Parliamentary Jazz Awards den Preis für das beste Album gewann. Mit Cairn entwickelte er die Vorlage dieses Albums – einen lyrischen Jazzstil mit einem gälischen Einfluss – weiter.

## Titelliste
- Fergus McCreadie: Cairn (Edition EDN1165)
  1. North 4:45
  2. Cairn 7:33
  3. Across Flatlands 4:46
  4. The Stones of Brodgar 5:30
  5. Jig 8:29
  6. Tide 5:56
  7. Tree Climbing 7:16
  8. An Old Friend 09:06
  9. Cliffside 07:42
- Alle Kompositionen stammen von Fergus McCreadie.

## Rezeption

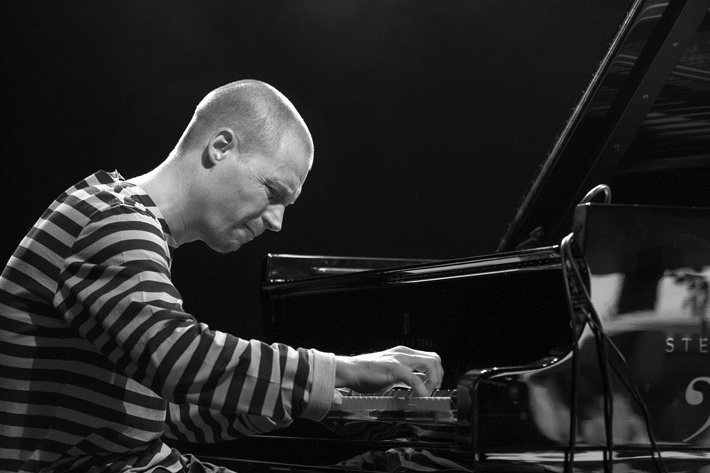
Esbjörn Svensson (2007)

John Bungey meinte in London Jazz News, es sei schwer, sich als aufstrebendes Klaviertrio hervorzuheben, doch Fergus McCreadie mache sich bemerkbar. Der Pianist sei nicht nur ein versierter Improvisator, sondern beziehe i sein Spiel auch einen selten anzutreffenden Einfluss ein – das schottische Volk. Das Trio kreiere überzeugend unverwechselbare und kraftvoll melodische Musik. Bungey sieht in McCreadies Spiel auch Einflüsse von Keith Jarrett und vor allem Esbjörn Svensson; es sei eher ein europäischer Folk/Klassik-Ansatz als amerikanischer Hardbop vorherrschend, während Themen oft die Direktheit von Popmusik hätten. Natürlich gebe es seit Svenssons Tod im Jahr 2008 immer noch ein großes Loch in EST-Größe in der europäischen Live-Jazzszene – dieses unglaublich hörbare Trio könnte nur helfen, es zu füllen.
Die britische Times verlieh dem Album vier (von fünf) Sterne. Ihr Autor Chris Pearson meinte, von Django Reinhardt bis Tord Gustavsen hätten die Europäer den Jazz lange Zeit mit der Volksmusik ihres Landes verschmolzen, und jetzt sei hier ein junger Schotte, der das Gleiche tue. Mit seinem zweiten Album schmiede Fergus McCreadie unwiderstehlich melodisches Material aus seiner heimatlichen Landschaft und seinen Traditionen. Im Titel „Jig“ wende die strenge Dringlichkeit des Klaviertrios The Bad Plus auf den schottischen Volkstanz an, aber dann zersplittere McCreadie die Melodie in Scherben über Stephen Hendersons zunehmend swingenden Schlagzeug-Mustern. Wenn David Bowdens Bass zu laufen beginne, werde McCreadie so spröde wie Dave Brubeck und donnere dann wie McCoy Tyner.
Ralf Dorschel schrieb im NDR, McCreadie sehe sich erstmal als Folkmusiker, sein erstes Instrument war der Dudelsack gewesen – dabei habe sicher geholfen, dass sein Heimatstädtchen Dollar eine Hochburg der Bagpipes ist. „Die Noten sind schottisch, aber der Ansatz ist Jazz“, so zitiert er den Pianisten. Als Nachwuchs am Jazzpiano und jetzt schon mit Preisen dekoriert und von britischen (und vor allem schottischen) werde der Pianist in den Medien als kleine Sensation verkauft. Was wir ihm gerade deshalb wünschen, so der Autor, weil McCreadie so leise, fast verzagt daher komme: „Ein Lyriker mit Sinn für Melodien und die Geschichte seiner Stücke. Und für den Atem der Highlands: Wer Fjord-Jazz mag, wird diesen Torf-Jazz lieben.“
Dave Sumner zählte das Album zu den besten Neuveröffentlichungen des Monats und schrieb, diese Musik habe eine Bedächtigkeit und Anmut, die überaus bezaubernd sei. Bei seiner zweiten Veröffentlichung swingen Fergus McCreadies Melodien mit einer Brillanz wie die einer Meeresoberfläche mit, die das Licht einer untergehenden Sonne einfange. Der Pianist, zusammen mit dem Kontrabassisten David Bowden und dem Schlagzeuger Stephen Henderson, ist so stark von den Tiefen jeder Melodie angezogen, dass sie nicht anders können, als dem Hörer dieselbe Empfindung zu vermitteln. Für Fans von Pianisten, die zur Schule von Brad Mehldau gehören, sei dieses Album sehr empfohlen.